# Phướn nhỏ
Phướn nhỏ (tên khoa học Phaenicophaeus diardi) là một loài chim trong họ Cuculidae.
Loài này được tìm thấy ở Brunei, Indonesia, Malaysia, Myanmar, Singapore và Thái Lan. Môi trường sống tự nhiên của nó là rừng vùng đất thấp nhiệt đới hoặc cận nhiệt đới và rừng ngập mặn nhiệt đới hoặc cận nhiệt đới. Loài này bị đe dọa do mất môi trường sống.